# Bahnhof Ferrara Porta Reno

Ferrara Porta Reno war ein Bahnhof an der Bahnstrecke Ferrara-Codigoro, der von 1931 bis Januar 2011 in Betrieb war. Aufgrund von Bauarbeiten im Zusammenhang mit der Tieferlegung der in Ferrara gelegenen Abschnitte der Strecken Ferrara-Ravenna-Rimini (RFI) und Ferrara-Codigoro (FER) wurde der Personenverkehr eingestellt.

## Geschichte
Der Bahnhof wurde am 28. Oktober 1931 zusammen mit der neuen Strecke zwischen Ferrara und Codigoro eröffnet. Der Bahnbetrieb wurde am 10. Januar 1932 aufgenommen.
Der Bahnhof wurde von der Società Anonima delle Ferrovie e Tramvie Padane (FTP), dem Konzessionsinhaber der Eisenbahn, betrieben. Zwei Jahre später ging der Betrieb aufgrund des Konkurses der Bahngesellschaft an die staatliche Betreibergesellschaft der Ferrovie Padane (FP) über.
Im Jahr 2002 fusionierte die FP mit der Ferrovie Emilia Romagna (FER), die den Betrieb der Strecke und der Bahnhöfe übernahm.
Am 30. Januar 2011 wurde die Anlage wegen Erdarbeiten an der Strecke Ferrara-Codigoro für den Personenverkehr geschlossen. Am 14. Februar desselben Jahres wurde die aus Rimini kommende Linie RFI etwa einen Kilometer vor Ferrara Porta Reno mit der Linie Ferrara-Codigoro verbunden. In der Nähe des Fahrgastgebäudes des ehemaligen Bahnhofs – im sogenannten"„ex OIF“-Gebäude – befindet sich die Leitstelle von Bivio Rivana in Richtung Ravenna/Codigoro: Letztere ist die von der FER verwaltete Dienststelle, die den Bahnverkehr auf den beiden Strecken kontrolliert.

## Bauwerke und Einrichtungen
Das Stationsgebäude wurde mit einem Fahrkartenschalter, Toiletten, einer Bar und Informationslautsprechern ausgestattet.
Außerhalb des Gebäudes gibt es noch einen Parkplatz mit sechzig Plätzen und einen Fahrradparkplatz mit zehn Plätzen.
Derzeit ist es der Hauptsitz der Ferrovie Emilia Romagna (FER).
Das Gebäude wird noch immer von zwei Buslinien des öffentlichen Verkehrs von Ferrara angefahren, die von TPER betrieben werden.

## Dienstleistungen
- Bar
- Toiletten

## Umsteigemöglichkeiten
- Bushaltestelle TPER